# Émile Moussat
Émile Moussat (* 26. Juni 1885 in Algier; † 5. August 1965 in Issy-les-Moulineaux) war ein französischer Autor, Dichter, Romanist und Sprachpurist.

## Leben und Werk
Moussat wuchs in Algerien als Sohn des Journalisten Georges Moussat (1858–1911) auf, besuchte Schulen in Algier und Paris (Lycée Henri IV), machte Militärdienst, trat 1906 in die École normale supérieure ein und bestand 1909 die Agrégation (Staatsprüfung für das höhere Lehramt) im Fach Lettres classiques (klassische Sprachen und Literaturen). Er war Gymnasiallehrer in Alès und Bordeaux, Metz, Paris. Von 1914 bis 1918 war er in deutscher Kriegsgefangenschaft in den Lagern Gießen, Meyenburg, Darmstadt und Limburg Ab 1919 unterrichtete er in Metz, von 1924 bis 1937 in Paris am Lycée Janson de Sailly, dann von 1937 bis 1953 am Lycée Claude-Bernard. Im Krieg gehörte er zur Résistance ["Front National Universitaire" ; "Réseau Alexandre Var"].
Er war Präsident oder Vizepräsident zahlreicher Vereine (Frontjournalisten, Sportautoren, „écrivains combattants“) und betätigte sich militant sprachpuristisch in der Défense de la langue française. So schrieb er 1964: « Je récuse en masse tous les écrivains. Les plus connus, les plus cotés, les plus lus, ont commis et commettent les pires fautes et ne savent même plus conjuguer les verbes » (zitiert nach: Die französische Sprache von heute, Darmstadt 1983, S. 217).
Moussat kandidierte 1955 bei der Wahl in die Académie française, unterlag aber dem Altphilologen Jérôme Carcopino (5:24 Stimmen).
Moussat war seit 1949 Offizier der Ehrenlegion.

## Werke
- Sous le Ciel d'Allemagne. Sonnets d'un prisonnier de guerre. Darmstadt, Meyenburg, Limburg, Gießen. Prix Sully Prudhomme 1920 der Société des poètes français ; Paris 1921 - Les Editions Françaises Les Gémeaux, 11bis, Impasse de la Visitation Paris VII° ;
- Chan Heurlin et Mireille. Essai de psychologie provinciale comparée. Les Arts Graphiques de Metz, 1927 ;
- L'Athlète Brisé, poème (hommage à Yves du Manoir), Paris, 1928, chez l'auteur, 53, bd Murat Paris XVI° ;
- Être chic ! De la morale du sport à une morale sportive, couronné par l'Académie des Sciences Morales et Politiques, Prix Saintour, Année Olympique 1936. Paris 1937, Albert Messein éditeur, 19 Quai St Michel, Paris V° ;
- (Hrsg. mit Marcel Berger) Anthologie des textes sportifs de l'antiquité, Ed. Grasset, Paris 1927 ;
- Hommage à la Française, Nancy, 22 mars 1928, ouvrage offert par les Galeries Saint-Jean, Nancy, Imprimeur Les Arts Graphiques Modernes, Jarville, Nancy ;
- 1830. A l'appel des poètes. Odes, Paris 1930, Les Gémeaux, 66, bd St Germain ;
- Le Vin des Tranchées. Poème composé en l'honneur des Journées du Vin de France (13 et 14 juin 1936) organisées au Tuileries à Paris par la Société et l'Orphelinat des Médaillés Militaires et les Amis de l’Hôpital Foch, 18 mai 1936, Imprimerie Nicolas, 5, rue Yvers Niort ;
- La Maison sans nom, deux actes en vers, joués lors de l'inauguration du lycée Claude Bernard en 1938 à Paris XVI°, chez l'auteur, 1938 ;
- Le Portrait de l'Aieule, un acte en un vers, 1944, Lang, Blanchong et Cie, 30, rue du Poteau, Paris XVIII° ;
- L'Âme des camps de prisonniers. Récits d'exil en Allemagne de 1914 à 1918, Paris 1935. Ouvrage couronné par l'Académie Française, Prix Marcellin Guérin, 1937. 8. Aufl. 1946 (édition de 1935 détruite en 1940, figurant sur la liste "Otto"), réédité en 1945 ;
- Expliquez-moi les sonnets de José-Maria de Heredia, Ed. Foucher Paris, 1946 ;
- Sonnets clandestins, Editions Messein, 19, Quai St Michel, Paris 1949 ;
- Le Centaure et la Sirène. Fables à dire et à ne pas dire, Paris 1951 ;
- Ce que parler veut dire. Entretiens radiophoniques sur l'étymologie des mots français, Collection Prototypes, 6 Bde., Editions J. Oliven, 65 ave. de la Bourdonnais Paris VII°, 1952-1960 ;
- Musées : Muse Amusée, Impressions d'Italie, 1952, Imprimeur E. Baudelot, chez l'auteur ;
- Sous la douche estivale. 1953 et la suite, Plombières, Piriac, Chamonix, Bois Cossay, Lanquetot, Paris 1958 ;
- Dialogue avec un livre. "Le Jour se lève" de D. B. Drucker, Den Haag 1959 ;
- Chefs d'État et maréchaux. Souvenirs d'un président, Paris 1961 ;
- Le Souvenir retrouvé. Hommage à sa fille Colette. Chez l'auteur, 1962 ;
- Des châtaigniers aux pins parasols. Sonnets d'un cinquantenaire, Alès 1964.